# Alan Mannus
Alan Mannus, né le 19 mai 1982 à Toronto au Canada, est un footballeur professionnel nord-irlandais. Il a été sélectionné quatre fois en équipe d'Irlande du Nord de football. Après avoir longtemps joué dans le club de Linfield FC à Belfast, il joue pendant sept ans pour le Saint Johnstone FC en Écosse avant de revenir aux Shamrock Rovers en juillet 2018.

## Biographie
Après son éclosion dans les rangs des équipes de jeunes du plus grand club nord-irlandais le Linfield Football Club, Mannus fait sa première apparition en équipe première de Linfield en 2002. Il devient très rapidement le titulaire au poste de gardien de but et ce malgré son jeune âge. Il obtient d’ailleurs sa 250e apparition dans les buts de Linfield avant d’avoir 25 ans.
Alan Mannus est un des rares gardiens de buts à avoir inscrit un but dans le court du jeu (à l’exception donc des buts inscrits sur pénalty ou coup franc). Lors d’un match contre Omagh Town en 2003, un très long dégagement de Mannus rebondit au-dessus du gardien de but adverse Gavin Cullen et finit sa course dans le but.
Alan Mannus est sélectionné pour la première fois en équipe d'Irlande du Nord de football lors de l’été 2004 à l’occasion d’un match contre Trinité-et-Tobago. Il est ensuite de nouveau sélectionné lors de matchs amicaux contre la Bulgarie, la Géorgie et contre l’Italie alors championne du monde en titre.
En 2008, Alan Mannus est désigné meilleur joueur de l'année en Irlande du Nord.
En juin 2009, il a l’occasion d’effectuer un essai avec le club anglais de deuxième division de Bradford City. Après trois matchs sans encaisser de but, il rentre en Irlande du Nord. En août suivant, il signe pour le club irlandais des Shamrock Rovers.
En juillet 2011, il s'engage auprès du club écossais de Saint Johnstone.
En novembre 2019, Alan Mannus refuse de se tourner face au drapeau irlandais alors que l'Amhrán na bhFiann résonne dans l'Aviva Stadium de Dublin lors de la finale de la Coupe d'Irlande de football.
Le 2 avril 2023 Alan Mannus établit un nouveau record de nombre de match sans encaisser de but pour les Shamrock Rovers. Avec 121, il dépasse d'une unité Alan O'Neill.
Il met un terme à sa carrière professionnelle à 41 ans le 3 novembre 2023 sur un sixième titre de champion d'Irlande, le quatrième consécutivement avec les Shamrock Rovers.

## Palmarès
- Championnat d'Irlande du Nord de football : 5
  - Linfield FC 2000-01, 2003-04, 2005-06, 2006-07, 2007-08
- Coupe d'Irlande du Nord de football : 4
  - Linfield FC 2001-02, 2005-06, 2006-07, 2007-08
- Coupe de la Ligue d'Irlande du Nord de football : 2
  - Linfield FC 2005-06, 2007-08

- Coupe d'Écosse : 1
  - Saint Johnstone 2014

- Championnat d'Irlande de football : 6
  - Shamrock Rovers : 2010, 2011 2020, 2021, 2022 et 2023
- Coupe d'Irlande : 1
  - Shamrock Rovers 2019

- County Antrim Shield : 4
  - Linfield FC 2000-01, 2003-04, 2004-05, 2005-06
- Setanta Cup :
  - Linfield FC  2005